# Cristais Paulista
Cristais Paulista é um município brasileiro do estado de São Paulo. Sua população estimada em 2024 era de 9.543 habitantes.

## História

### Formação territorial-administrativa
Histórico da formação do município:
- Distrito de Cristais, no município de Franca, criado pela Lei 1.202, de 28/07/1910.
- Denominação alterada para Guapuã pelo Decreto-Lei nº 14.334, de 30/11/1944.

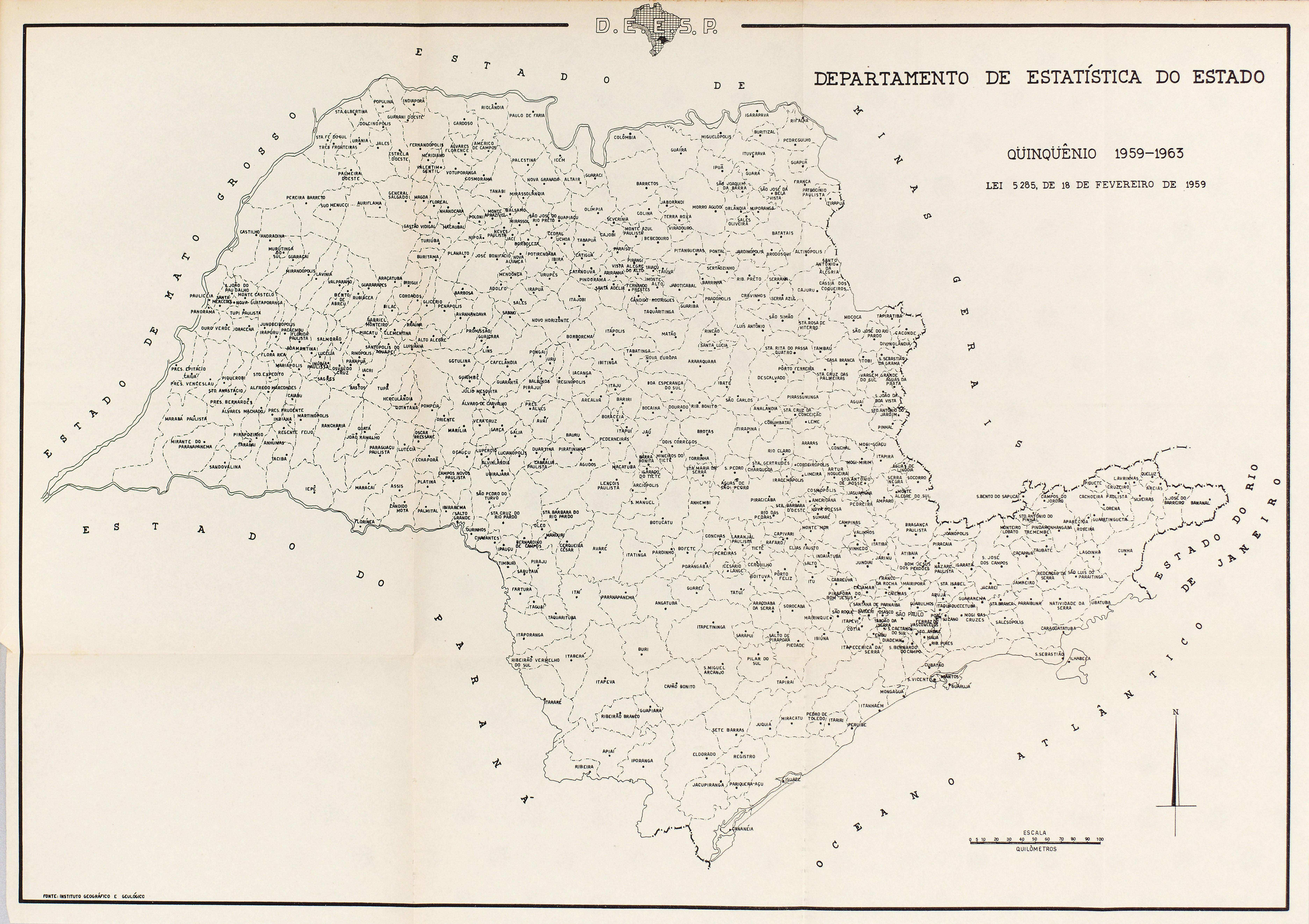
Estado de São Paulo (1959).

- Município criado pela Lei nº 5.285, de 18/02/1959.
- Denominação alterada para Cristais Paulista pela Lei nº 8.092, de 28/02/1964.

## Geografia
Localiza-se a uma latitude 20º23'50" sul e a uma longitude 47º25'13" oeste, estando a uma altitude de 996 metros. Possui uma área de 385,230 km².
O município faz divisa com Franca, Pedregulho, Ribeirão Corrente, Jeriquara (no estado de São Paulo) e Claraval (no estado de Minas Gerais). Hoje, o município de Cristais Paulista, faz parte da oitava região hidrográfica do estado de São Paulo, pertencente a Bacia do Sapucaí Mirim/Grande, juntamente com mais 25 municípios e cinco distritos.

### Hidrografia
- Rio do Carmo
- Rio das Canoas

### Rodovias
- SP-334

## Demografia

### População
| Crescimento populacional                             | Crescimento populacional | Crescimento populacional | Crescimento populacional |
| Ano                                                  | População Total          |                          | %±                       |
| ---------------------------------------------------- | ------------------------ | ------------------------ | ------------------------ |
| 1960                                                 | 6 672                    |                          | —                        |
| 1970                                                 | 4 974                    |                          | −25,4%                   |
| 1980                                                 | 4 903                    |                          | −1,4%                    |
| 1991                                                 | 5 649                    |                          | 15,2%                    |
| 2000                                                 | 6 579                    |                          | 16,5%                    |
| 2010                                                 | 7 588                    |                          | 15,3%                    |
| 2022                                                 | 9 272                    |                          | 22,2%                    |
| Est. 2024                                            | 9 543                    | [ 8 ]                    | 2,9%                     |
| Fontes: Censos Demográficos IBGE e Estimativas SEADE |                          |                          |                          |

### Dados demográficos
Dados do Censo - 2010
População Total: 7.591
- Urbana: 5.531
- Rural: 2.060
- Homens: 3.877
- Mulheres: 3.714

Densidade demográfica (hab./km²): 17,01
Mortalidade infantil até 1 ano (por mil): 17,51
Expectativa de vida (anos): 70,36
Taxa de fecundidade (filhos por mulher): 3,13
Taxa de Alfabetização: 88,43%
Índice de Desenvolvimento Humano (IDH-M): 0,771
- IDH-M Renda: 0,696
- IDH-M Longevidade: 0,756
- IDH-M Educação: 0,861

(Fonte: IPEADATA)

## Política e administração
- Prefeita: Katiuscia de Paula Leonardo Mendes (PSD) (2017/2024) (Cassada em 07/06/2023)
- Vice-prefeito: Elson Gomes dos Santos(PTB)
- Presidente da câmara: Elson Gomes dos Santos (PSDB) (2017/2018)

## Economia
O município é  um grande produtor de café, o que gera quase toda a renda da cidade, além de uma considerável produção leiteira. Grande parte da sua população economicamente ativa trabalha  nas indústrias e comércio do município vizinho  de Franca. A área urbana vem se expandindo  rapidamente com a abertura de novos loteamentos, atraindo pessoas que buscam um lugar tranquilo para morar.

## Infraestrutura

### Comunicações
O sistema de telefones automáticos foi inaugurado na cidade em 1981 pela Telecomunicações de São Paulo (TELESP), que também implantou o sistema de discagem direta à distância (DDD) em 1986 com o código de área (016), para padronização com o sistema telefônico das regiões de Ribeirão Preto e Franca. Anteriormente a cidade era atendida pela Companhia Telefônica Brasileira (CTB).

## Cultura e lazer

### Esportes
A principal equipe de futebol da cidade é o Cristais Futebol Clube, equipe amadora que foi criada ainda no início dos anos 40 e atua somente a nível regional amador.

## Religião
O Cristianismo se faz presente na cidade da seguinte forma:

### Igreja Católica
- A igreja faz parte da Diocese de Franca.[16]

### Igrejas Evangélicas
Entre as igrejas protestantes históricas, pentecostais e neopentecostais, encontram-se na cidade:
- Assembleia de Deus Ministério do Belém.[19][20]
- Congregação Cristã no Brasil.[21]